# Västerås
Västerås este un oraș în Suedia.Este unul dintre cele mai mari orașe suedeze.

## Demografie
| \| Evoluția demografică a zonei urbane Västerås, 1970–2015 \| Evoluția demografică a zonei urbane Västerås, 1970–2015 \| Evoluția demografică a zonei urbane Västerås, 1970–2015 \| Evoluția demografică a zonei urbane Västerås, 1970–2015 \| Evoluția demografică a zonei urbane Västerås, 1970–2015 \| \| --------------------------------------------------------------------------------------- \| ------------------------------------------------------- \| ------------------------------------------------------- \| ------------------------------------------------------- \| ------------------------------------------------------- \| \| An \| \| \| Locuitori \| \| \| 1970 \| 1970 \| \| 99.343 \| 99.343 \| \| 1975 \| 1975 \| \| 98.858 \| 98.858 \| \| 1980 \| 1980 \| \| 97.507 \| 97.507 \| \| 1990 \| 1990 \| \| 98.233 \| 98.233 \| \| 1995 \| 1995 \| \| 100.861 \| 100.861 \| \| 2000 \| 2000 \| \| 102.548 \| 102.548 \| \| 2005 \| 2005 \| \| 107.005 \| 107.005 \| \| 2010 \| 2010 \| \| 110.877 \| 110.877 \| \| 2015 \| 2015 \| \| 117.746 \| 117.746 \| \| Sursa: SCB - Statistika Centralbyrån, Folkmängden per tätort. Vart femte år 1960 - 2016 \| \| \| \| \| |      |  |           |         |
| Evoluția demografică a zonei urbane Västerås, 1970–2015 |      |  |           |         |
| An |      |  | Locuitori |         |
| 1970 | 1970 |  | 99.343    | 99.343  |
| 1975 | 1975 |  | 98.858    | 98.858  |
| 1980 | 1980 |  | 97.507    | 97.507  |
| 1990 | 1990 |  | 98.233    | 98.233  |
| 1995 | 1995 |  | 100.861   | 100.861 |
| 2000 | 2000 |  | 102.548   | 102.548 |
| 2005 | 2005 |  | 107.005   | 107.005 |
| 2010 | 2010 |  | 110.877   | 110.877 |
| 2015 | 2015 |  | 117.746   | 117.746 |
| Sursa: SCB - Statistika Centralbyrån, Folkmängden per tätort. Vart femte år 1960 - 2016 |      |  |           |         |

## Personalități marcante
- Malena Engström, actriță